# قره يولوق عثمان بك
قره يولوق عثمان بك (وفاة: 1435م) (بالتركية: Kara Yülük Osman Bey)‏، المؤسس والحاكم الأول لدولة آق قويونلو فيما يُعرف الآن بشرق تركيا وإيران وأذربيجان والعراق.

## بداياته
وُلِد باسم بهاء الدين عثمان وأُطلق عليه لاحقًا لقب قره إيلوك أو قره يولوق.
والده هو "فخر الدين قوتلو بك" (بالتركية: Kutlu Bey)‏، زعيم اتحاد تركمان آق قويونلو، ومن المحتمل أن أمه يونانية، اسمها ماريا كومنينوس، أخت ألكسيوس الثالث ملك طرابزون.
تركه والده كرهينة فخرية لدى القاضي برهان الدين لفترة، ثم أحضره لاحقًا ليتولى إدارة منطقة "عثمانيه" (منطقة بتركيا اسمها حاليا: إرغاني Ergani).
بعد وفاة والده عام 1388م، أُجبر على تقاسم السلطة مع إخوته أحمد وپير علي، وفي الوقت نفسه أصبح أحمد البك الرئيسي. كان خائفًا من نوايا شقيقيه أحمد وپير علي عندما انضما إلى القاضي برهان الدين صاحب سيواس. قام بأنشطة في الأناضول تحت حماية أخيه الأكبر أحمد بك.  ولكنه في النهاية قتل خصومه واستولى على أراضيهم في عام 1398م إلا أنه تراجع عن إرزنجان عند وصول العثمانيين بقيادة سليمان چلبي.
ساعد قره يوسف حاكم قره قويونلو في قتاله ضد پير حسن، بناءً على طلبه.
سجنه شقيقه لفترة، وبعد إطلاق سراحه بدأ صراعًا على السلطة مع قبيلة قره قويونلو، ولكنه لم يقدر على الصمود أمامهم فدخل تحت حماية القاضي برهان الدين. ولكن في الحرب التي اندلعت بسبب النزاع في الفترة التالية، أسر القاضي برهان الدين وأعدمه أمام مدينة سيواس عام 1399م.
وعلى الرغم من أنه أقام علاقات جيدة مع الدولة الممملوكية أثناء قتاله ضد قره قويونلو، إلا أنه انحاز لاحقًا إلى تيمورلنك وشاركه في الاستيلاء على سيواس عام 1400م كما ساعده في معركة أنقرة عام 1402م وفي مقابل خدماته، منحه تيمورلنك ديار بكر عام 1402م.

## فتره الحكم
ونظرًا لمساهماته في حملات الأناضول، منحه تيمورلنك لقب أمير وأصبح حاكم ديار بكر (1403). وهكذا بدأ عثمان بك في وضع أسس دولة آق قويونلو. وبالاعتماد على دعم الدولة التيمورية، بدأ يلعب دورًا نشطًا في المنطقة وسيطر على جزء كبير من أراضي جنوب شرق وشرق الأناضول. وفي عام 1405م هاجم بيريجيك التي كانت تحت حماية المماليك ونهبها.  بعد أن استعاد قره يوسف سيادته، حاول حماية أراضيه ضد قره قويونلو، ثم توصلوا إلى اتفاق عدم اعتداء لأنهم لم يتمكنوا من تحقيق التفوق الكامل على بعضهم البعض في الحروب بينهما.
بعد مهاجمة الدولة الأرتقية في ماردين عام 1408م، هُزم على يد الأمير تشاكان (بالتركية: Çeken)‏، حاكم المماليك السوري الذي جاء لمساعدة الأرتقيين، وحاصره في ديار بكر. ومع ذلك، فهو لم يهزم قوات المماليك فحسب، بل قتل أيضًا الأمير تشاكان. بعد هذا النجاح، واصل عمليته الأمامية واستولى على أورفا في نفس العام. ولم يكتف بذلك، فحاصر ماردين، لكنه هُزم على يد قره يوسف، الذي جاء لمساعدته بدعوة من الأرتقيين.
تحت حكم قره يوسف، أصبحت قبيلة قره قويونلو هي المهيمنة في المنطقة مرة أخرى، ولم تعد معظم أراضي الأناضول الشرقية، بما في ذلك إرزينجان، تحت حكم قبيلة قره قويونلو.
في عام 1418م، هزمته قبيلة قره قويونلو واضطر إلى اللجوء إلى الأراضي المملوكية. بعد وفاة قره يوسف عام 1420م، واصل القتال ضد قره إسكندر، حاكم قبيلة قره قويونلو الذي خلفه، ولكنه هُزم في حرب عام 1421م وعاد إلى ديار بكر جريحًا. ومع ذلك، عندما ذهب الحاكم التيموري شاه رخ ابن تيمورلنك في حملة عسكرية ضد قبيلة قره قويونلو، بدأ في السيطرة على المنطقة مرة أخرى.
استولى قره يولوق عثمان بك على أماكن مثل إرزينجان وبايبورت وميافارقين وخربوط وأخضع البكوات المحليين في شرق الأناضول. استمر صراعه مع قره قويونلو بنجاح متبادل لفترة طويلة. بعد الخلاف مع المماليك، استولى الجيش المملوكي على أورفا عام 1429م ونهب المدينة. وبعد أن استعاد سلطته، استولى على ماردين عام 1430م.

## وفاته
بعد أن هاجم قره قويونلو دولة شروانشاه، الذين كانوا من رعايا الدولة التيمورية، هاجم أرضروم، التي كانت إحدى مناطق قره قويونلو، واستولى على المدينة في عام 1434م. بعد ذلك، استولى على أماكن مثل بايبورت (Bayburt) وإسبير (İspir) وتيرجان (Tercan). في هذه الأثناء، مع قدوم شاه رخ إلى الأراضي الأذربيجانية، كان قره إسكندر يحاول الهروب غربًا نحو الأراضي العثمانية. أراد قره يولوق عثمان بك الاستيلاء على قره إسكندر بأمر من شاه رخ، إلا أنه هُزم في الحرب حول أرضروم، وتوفي في أرضروم عام 1435م متأثراً بجراحه. 